# 세베르스크
세베르스크(Северск)는 러시아 톰스크주의 도시이다. 톰스크에서 북서쪽으로 15km 지점에 위치해 있다.
1956년에 도시로 등록되었다. 인구는 12만400명(2002년)이다. 톰 강이 흐른다.

## 같이 보기
- 키시팀 사고